# Chelorchestia costaricana
Chelorchestia costaricana is een vlokreeftensoort uit de familie van de Talitridae. De wetenschappelijke naam van de soort is voor het eerst geldig gepubliceerd in 1906 door Stebbing.